# Desisa kuraruana
Desisa kuraruana är en skalbaggsart som beskrevs av Masaki Matsushita 1935. Desisa kuraruana ingår i släktet Desisa och familjen långhorningar.
Artens utbredningsområde är Taiwan. Inga underarter finns listade i Catalogue of Life.